# Orchestre symphonique de Nouvelle-Zélande
L'Orchestre symphonique de Nouvelle-Zélande (en anglais New Zealand Symphony Orchestra) est l'orchestre national de la Nouvelle-Zélande. Il a le statut d'une société de la Couronne et compte 90 musiciens à temps plein.

## Historique
Le National Orchestra est créé en 1946 et donne son premier concert au début de l'année suivante. Il est administré par Radio New Zealand jusqu'en 1989, période pendant laquelle il porte le nom de NZBC Symphony Orchestra. L'orchestre est aujourd'hui installé au Michael Fowler Centre (en) à Wellington, mais se produit également au Wellington Town Hall (en).
À la tête de la formation se sont notamment succédé les chefs résidents James Robertson (en) (1954-1977), John Hopkins (en) (1957-1963), Juan Matteucci (en) (1964-1999) et Brian Priestman (1973-1975). Puis plusieurs chefs principaux et invités, Franz-Paul Decker (1991-1996), enfin les directeurs musicaux James Judd (1999-2007), Pietari Inkinen (2008-2015) et Edo de Waart (2016-2019),.
À partir de 2020, Hamish McKeich (en) est chef principal en résidence et depuis 2022, Gemma New (en) est conseillère artistique et cheffe principale.
En 2025, André de Ridder (en) est nommé directeur musical de l'Orchestre à compter de 2027,.